# 下営区

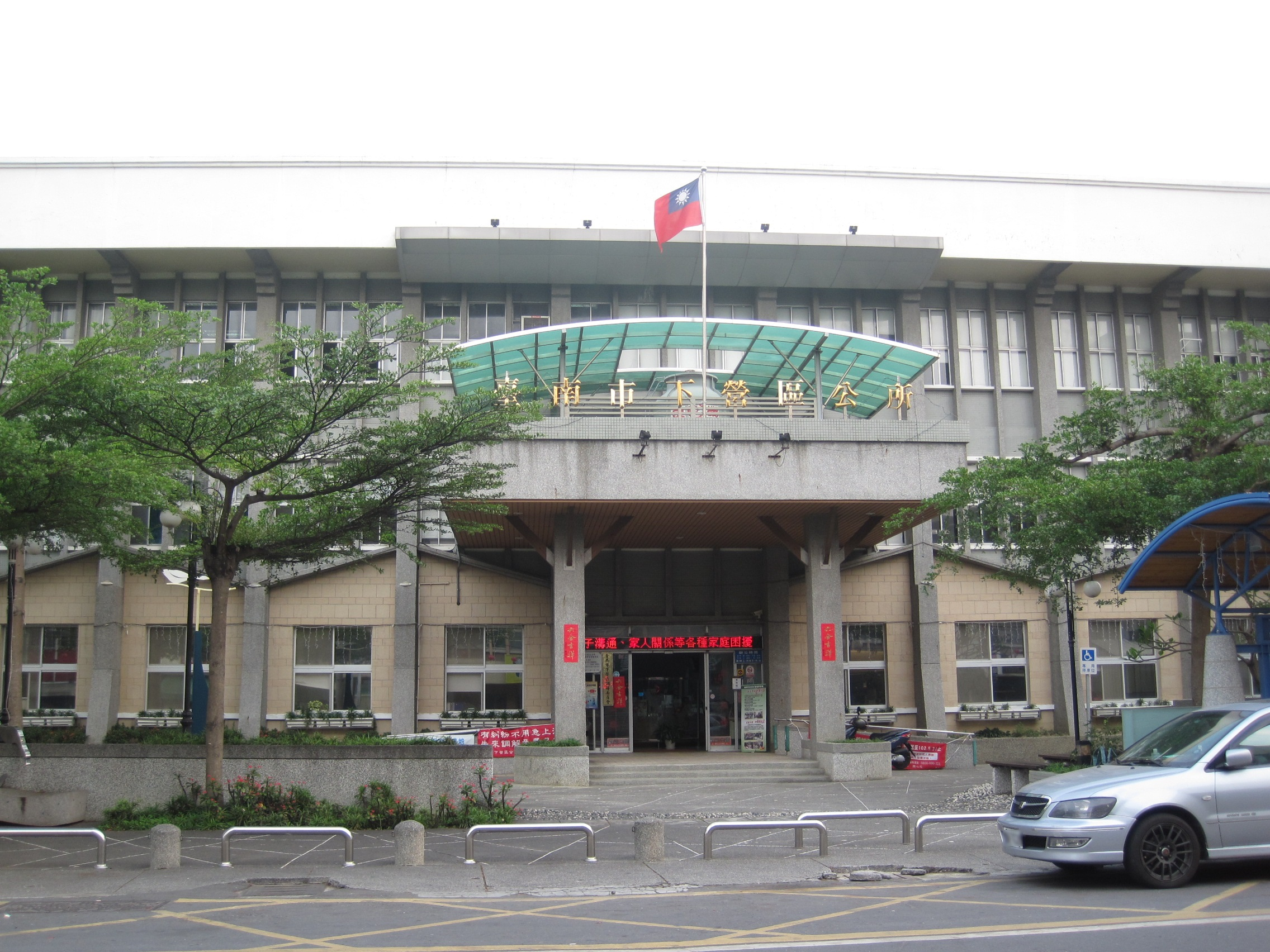
下営区役所

下営区（シアイン/かえい-く）は台南市の市轄区。

## 地理
下営区は台南市中部に位置し、北は塩水区、新営区、柳営区と、東は六甲区、官田区と、西は学甲区と、南は麻豆区とそれぞれ接している。郷内は嘉南平原の一部であり地勢は平坦である。

## 歴史
下営は台湾海峡を望む海岸線が広がる沿岸地帯であった。鄭氏政権に「右武衛」軍団紮営がこの地に設置され、「海墘営」の旧称が生まれ、また「頂営」と「中営」の下に駐紮していたことから「下営」と称されるようになった。
清代初期は湾口が海墘営まで達し、茅港尾港が設けられ繁栄していたが、後に内陸化が進み茅港尾は水深が浅くなったことで行政の中心は西へと移動した。日本統治時代の1920年の台湾地方改制の際、この地に「下営庄」が設置され台南州曽文郡の管轄となった。台湾の中華民国への編入後は台南県下営郷に改編、2010年12月25日に台南県が台南市に編入されたことに伴って下営区となり、現在に至る。

## 行政区
| 里                                                                                             |
| ---------------------------------------------------------------------------------------------- |
| 後街里、開化里、西連里、賀建里、下営里、仁里里、宅内里、新興里、営前里、大吉里、茅営里、紅甲里 |

## 歴代区長
| 代 | 氏名 | 退任日 |
| -- | ---- | ------ |

## 教育

### 国民中学
- 台南市立下営国民中学

### 国民小学
- 台南市立下営国民小学
- 台南市立中営国民小学
- 台南市立東興国民小学
- 台南市立賀建国民小学
- 台南市立甲中国民小学

## 交通
| 種別 | 路線名称 | その他 |
| ---- | -------- | ------ |
| 省道 | 台19甲線 |        |

## 観光

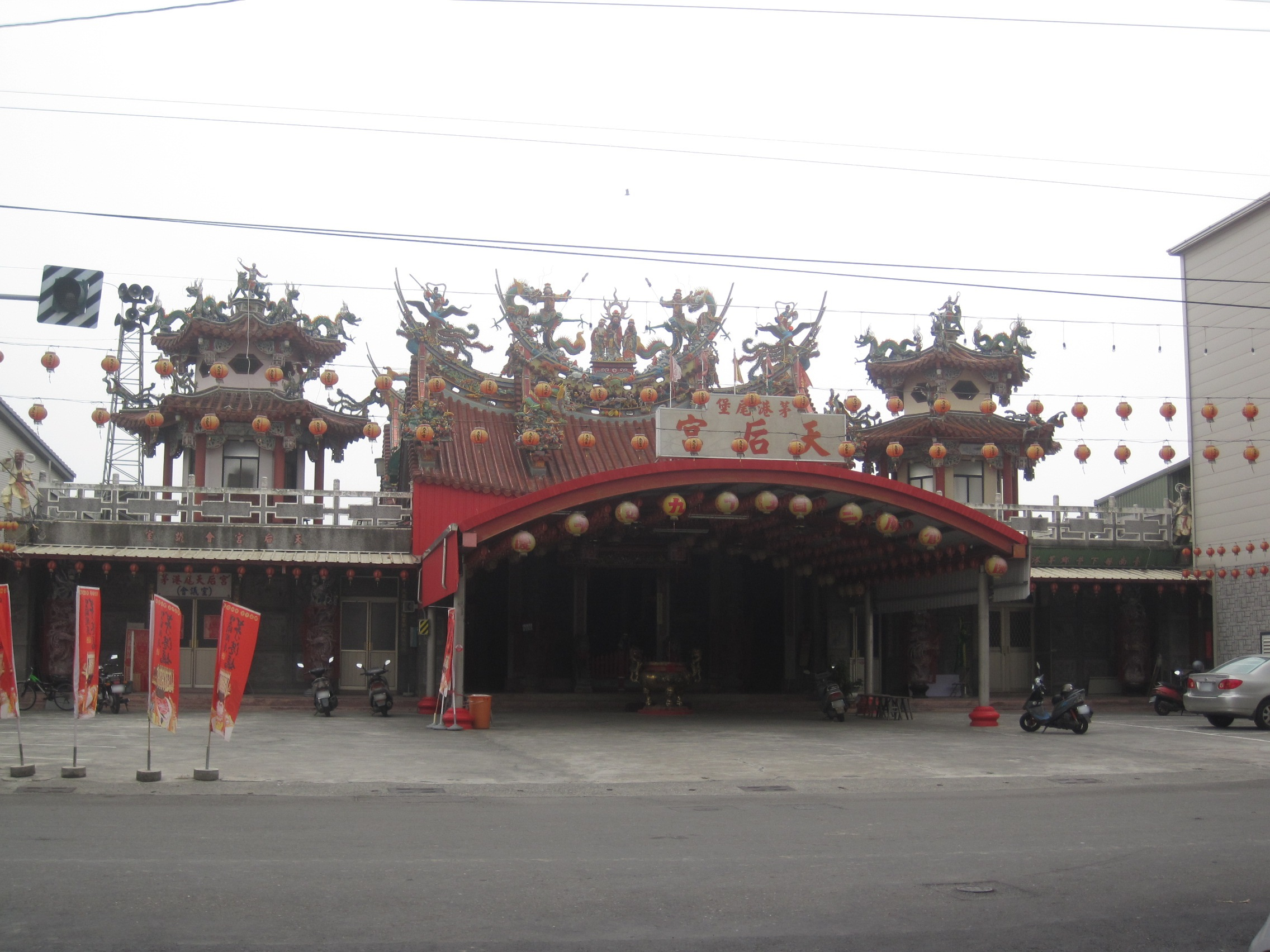
茅港尾天后宮

- 下営北極殿玄天上帝廟（中国語版）
- 武承恩公園
- 茅港尾天后宮（中国語版）
- 茅港尾堡観音寺
- 中営慶福宮
- 茅仔頂武安宮
- 紅毛厝顔氏家廟
- 下営慧山寺
- 社内廟
- 火焼珠レンカク棲息地
- 下営郷農業休閑園区